# Tadas Sedekerskis
Tadas Sedekerskis (Nida, Lituania, 17 de enero de 1998) es un jugador de baloncesto lituano que milita en el Saski Baskonia de la Liga ACB española. Con 2,06 metros de altura, juega en la posición de alero.

## Trayectoria deportiva
Tadas, siendo cadete, llega a Baskonia desde su Klaipeda natal en 2013, es una de las mayores promesas europeas de su generación (1998). En 2014, fue el máximo anotador del Campeonato de España Júnior, siendo todavía cadete. En verano, continuó con la racha anotadora, siendo el segundo máximo encestador del Europeo Sub-16, con 21 puntos por partido. Además, el año anterior participó en el partido internacional del Jordan Brand Classic que se disputó en Brooklyn. 
Esa misma temporada jugó cedido en las filas del Sáenz Horeca Araberri, de la LEB Plata, yendo convocado varias veces con el conjunto del Buesa Arena, aunque no llegó a despuntar en la LEB Plata.
En 2015, debuta en la Liga ACB con el Saski Baskonia con apenas 17 años. Además, ha sido parte fundamental en el combinado nacional de su país (Lituania) para logar el bronce en el Europeo U18  (promedió 12,6 puntos, 7 rebotes y 2,3 asistencias por partido).
En agosto de 2015 el Baskonia y el Lobe Huesca llegaron a un acuerdo para su incorporación, en calidad de cedido, para disputar la temporada 2015-16.
El 1 de septiembre de 2017 renueva su contrato con el Baskonia hasta 2022 y es cedido al San Pablo Burgos, club en el que tuvo un paso discreto al disputar solo ocho encuentros y ser cedido de nuevo, esta vez al BC Nevėžis lituano en diciembre de 2017.
El 26 de julio de 2019 se hace oficial su cesión al club lituano del BC Neptūnas Klaipėda.
En verano de 2020 retorna al Baskonia, tras una gran temporada en Lituania, disputando minutos que le hacen crecer como jugador. En junio, gana la liga ACB con Baskonia. 
En la temporada siguiente, 2020-21, se convierte en uno de los pilares del equipo de Duško Ivanović, demostrando un espectacular crecimiento como jugador, en todos los lados de la pista, capaz de defender a cualquier rival gracias a un portentosos físico, y destaca por su mejoría en el tiro de tres puntos.

### Selección nacional
Durante agosto y septiembre de 2023 fue integrante de la selección de Lituania que participó en el Mundial de 2023 celebrado en Asia, y que finalizó en sexto lugar.